# Філ Мікелсон
Філіп Алфред Мікелсон  (англ. Philip Alfred Mickelson) — американський гольфіст, шестиразовий чемпіон мейджорів: трьох Мастерзів, двох чемпіонатів PGA та одного Відкритого чемпіонату Британії, переможець 45 турнірів PGA-туру. Після виграшу Чемпіонату  PGA 2021, Мікельсон став найстаршим в історії переможцем мейджора —  50 років 11 місяців.
Мікелсон — один із 12 гравців, які вигравали три меджори з чотирьох. Не підкорився йому тільки Відкритий чемпіонат США, в якому він рекордні шість разів фінішував другим.
Мікелсон провів 25 років поспіль у чільній 50-ці офіційного світового рейтингу. Понад 700 тижнів він входив до чільної десятки. Найвище його місце в рейтингу — друге. Хоча він від природи правша, він відомий своїм ліворучним махом, якому навчився відзеркалюючи праворучний мах батька. У 2012 році Мікелсона запровадили до Міжнародної зали слави гольфу.